# Isérables
Isérables (frankoprovensalska: Iserâblos/Iserâbllos) är en ort och kommun i distriktet Martigny i kantonen Valais, Schweiz. Kommunen har 809 invånare (2023).